# Consuelo Dieguez
Consuelo Dieguez (Nova Friburgo, Rio de Janeiro) é uma jornalista brasileira. Formou-se em jornalismo pela Pontifícia Universidade Católica do Rio de Janeiro. Atualmente é jornalista na revista Piauí desde 2007 e é conhecida por escrever perfis reveladores. Dieguez é autora da coletânea de perfis Bilhões e Lágrimas, da Companhia das Letras. Trabalhou no jornal O Globo, Jornal do Brasil, TV Globo e nas revistas Veja e Exame. 

## Carreira
Em meados de 2006, Consuelo Dieguez se tornou colaboradora da revista piauí, que seria lançada em outubro daquele ano. A primeira reportagem que lhe foi encomendada, um perfil do banqueiro Luiz Cezar Fernandes, lhe pareceu inusitada. Afinal, a história do ex-dono do banco Pactual, que passara de elefante a formiga do mercado financeiro, já era conhecida por todos. Mas depois de acompanhar o dia a dia de Fernandes, Dieguez entendeu que o melhor jornalismo é feito de histórias não contadas, detalhes ignorados, frases despretensiosas.
A ideia da Piauí com essa entrevista, era "fazer um jornalismo mais literário", com ângulos e abordagens diferentes, mais íntimos dos personagens. 
O foco da repórter é investigativo, especialmente no livro "Bilhões e lágrimas", lançado em 2014, que apresenta um análise contundente da economia atual, a partir do melhor e do pior traço da personalidade de cada um de seus atores. Um inventário de casos de compadrio recentes sem um juízo de valor ideológico, além do perfil de alguns homens de empresas e negócios públicos sequestrados por interesses privados. 

## Prêmios
Consuelo já ficou entre as melhores colocadas no prêmio Troféu Mulher Imprensa, ficando em primeiro lugar em 2011.

Recebeu o Prêmio Esso de Jornalismo, em 1996, pela reportagem Guerrilha no Araguaia,publicada no jornal O Globo.